# Stora Maresjö
Stora Maresjö är en sjö i Falkenbergs kommun i Halland och ingår i Ätrans huvudavrinningsområde. Sjön är 18 meter djup, har en yta på 0,203 kvadratkilometer och befinner sig 114,4 meter över havet. Vid provfiske har abborre, gädda och mört fångats i sjön.

## Delavrinningsområde
Stora Maresjö ingår i det delavrinningsområde (632978-130989) som SMHI kallar för Mynnar i Högvadsån. Medelhöjden är 109 meter över havet och ytan är 27,15 kvadratkilometer. Det finns inga avrinningsområden uppströms utan avrinningsområdet är högsta punkten. Stockån som avvattnar avrinningsområdet har biflödesordning 3, vilket innebär att vattnet flödar genom totalt 3 vattendrag innan det når havet efter 28 kilometer. Avrinningsområdet består mestadels av skog (73 %) och jordbruk (17 %). Avrinningsområdet har 0,55 kvadratkilometer vattenytor vilket ger det en sjöprocent på 2 %.